# تنام متشابه
تنام متشابه (الاسم العلمي:Nothura) هو جنس من الطيور يتبع فصيلة التنامية من رتبة التناميات.

## أنواع
- تنام أبيض المنقار (الاسم العلمي:Nothura boraquira)
- تنام أصغر (الاسم العلمي:Nothura minor)
- تنام داروين (الاسم العلمي:Nothura darwinii)
- تنام الشاكو (الاسم العلمي:Nothura chacoensis)
- تنام منقط (الاسم العلمي:Nothura maculosa)